# 代爾
代爾（荷蘭語：Deil，荷蘭語發音：[dɛi̯l]）是荷兰海尔德兰省的市镇西贝蒂沃的一个村庄，位於該國中部，處於蒂爾以西約12公里，面積7.9平方公里，建成區面積0.38平方公里，2007年人口2,150，人口密度為每平方公里270人